# ریدلی اسکات
سِر ریدلی اسکات (انگلیسی: Sir Ridley Scott؛ زادهٔ ۳۰ نوامبر ۱۹۳۷) کارگردان و تهیه‌کنندهٔ انگلستانی است. او برای کارگردانی فیلم‌های علمی تخیلی و تاریخی به شهرت رسید. آثار او بابت سبک بصری و فضای متمایز شناخته شده‌اند. او در کارنامهٔ هنری خود کارگردانی فیلم‌های مختلفی از جمله فیلم ترسناک علمی تخیلی بیگانه (۱۹۷۹)، فیلم پادآرمان‌شهری نئو-نوآر بلید رانر (۱۹۸۲)، فیلم جاده‌ای تلما و لوییز (۱۹۹۱)، درام تاریخی گلادیاتور (۲۰۰۰)، فیلم جنگی سقوط شاهین سیاه (۲۰۰۱) و فیلم علمی تخیلی مریخی (۲۰۱۵) را بر عهده داشته است.
اسکات پیش از اینکه وارد عرصهٔ تبلیغات شود، فعالیت حرفه‌ای خود را در مقام طراح و کارگردان برای تلویزیون آغاز کرد و مهارت‌های فیلم‌سازی خود را با ساختن مینی‌فیلم‌های مبتکرانه برای آگهی‌های تلویزیونی تقویت کرد. اگرچه فیلم‌های او از نظر مکان‌ها و دوره‌ها طیف گسترده‌ای دارند، اما اغلب تصاویری به یادماندنی از محیط‌های شهری را به نمایش می‌گذارند؛ مانند رم قرن دوم (گلادیاتور)، اورشلیم قرن دوازدهم (قلمرو بهشت)، انگلستان قرون وسطایی (رابین هود)، موگادیشو معاصر (سقوط شاهین سیاه)، یا مناظر شهری آینده‌نگر بلید رانر و سیارات دوردست در بیگانه: کاوننت، پرومتئوس و مریخی. برخی از فیلم‌های او برای نقش‌آفرینی شخصیت‌های زنانی با روحیهٔ مقتدر معروف هستند. او در سال ۲۰۲۱ درام تاریخی آخرین دوئل و درام جنایی خاندان گوچی را ساخت.‌
اسکات سه بار نامزد دریافت جایزهٔ اسکار بهترین کارگردانی برای تلما و لوییز، گلادیاتور و سقوط شاهین سیاه شده است. گلادیاتور جایزهٔ اسکار بهترین فیلم را کسب کرد و فیلم مریخی در سال ۲۰۱۵ نامزد دریافت همین جایزه شد. اسکات و برادرش تونی در سال ۱۹۹۵ جایزهٔ بفتا برای مشارکت برجسته بریتانیایی را کسب کردند. او در سال ۲۰۰۳ عنوان شوالیه را برای خدماتش در صنعت فیلم بریتانیا کسب کرد. در نظرسنجی سال ۲۰۰۴ بی‌بی‌سی، اسکات در رتبهٔ دهم فهرست تأثیرگذارترین افراد در فرهنگ بریتانیا قرار گرفت. او در سال ۲۰۱۵ دکتری افتخاری کالج سلطنتی هنر لندن و در سال ۲۰۱۸ بفتا فلوشیپ برای یک عمر دستاورد را کسب کرد.

## اوایل زندگی
اسکات در ۳۰ نوامبر ۱۹۳۷ در ساوت شیلدز به دنیا آمد. پدرش فرانسیس («فرانک») پرسی اسکات، شریک کار کشتیرانی تجاری مستقر در نیوکاسل بود که بعدها با درجهٔ سرهنگ در سپاه مهندسین سلطنتی طی جنگ جهانی دوم مشغول به خدمت شد؛ مادرش الیزابت، که پیش از ازدواج با نام خانوادگی ویلیامز شناخته می‌شد، دختر معدنچی بود. عموی بزرگ او، دیکسون اسکات از پیشگامان سینمای زنجیره‌ای بود و سینماهای زیادی را در اطراف تاینساید افتتاح کرد. یکی از سینماهای او، تاین‌ساید سینما، هنوز در نیوکاسل فعال است و آخرین سینمای فیلم خبری باقی‌مانده در بریتانیاست.
اسکات که دو سال پیش از آغاز جنگ جهانی دوم به دنیا آمد، در یک خانواده نظامی بزرگ شد. پدرش، به‌عنوان افسر ارشد در سپاه مهندسین سلطنتی، در بخش عمدهٔ دوران اولیه زندگی اسکات غایب بود. برادر بزرگترش، فرانک، زمانی که او هنوز جوان بود به نیروی دریایی بازرگانی پیوست و آن دو با هم ارتباط اندکی داشتند. در این مدت خانواده نقل مکان کردند؛ آن‌ها در کامبرلند و همچنین مناطق دیگر انگلستان به علاوه ولز و آلمان ساکن شدند. در آلمان سرهنگ اسکات عضو شورای کنترل متفقین پساجنگ بود. پس از جنگ، خانواده اسکات به کانتی دورام نقل مکان کردند و نهایتاً در تیساید ساکن شدند.
علاقهٔ اسکات به داستان‌های علمی تخیلی با خواندن رمان‌های اچ. جی. ولز در کودکی آغاز شد. او همچنین تحت تأثیر فیلم‌های علمی-تخیلی مانند روزی که دنیا از حرکت ایستاد قرار گرفت. او گفت این فیلم‌ها «به‌شکلی [او را] به راه انداختند» اما نظرش به‌طور کامل جلب نشد تا زمانی که ۲۰۰۱: ادیسه فضایی ساختهٔ استنلی کوبریک را دید و دربارهٔ آن گفت: «وقتی آن را دیدم، می‌دانستم چه کاری می‌توانم انجام دهم.»
اسکات به مدرسهٔ گرنجفیلد در استاکتون-آن-تیز رفت و مدرک دیپلم طراحی را در کالج هنر وست هارتل‌پول گرفت. چشم‌انداز صنعتی وست هارتلپول بعدها الهام‌بخش جلوه‌های بصری فیلم بلید رانر شد. اسکات در ادامه برای تحصیل به کالج سلطنتی هنر لندن رفت و با مجله کالج ARK همکاری کرد و در تأسیس بخش فیلم این کالج نقش داشت. برای آخرین نمایش خود، او یک فیلم کوتاه سیاه و سفید به نام پسر و دوچرخه ساخت که هم برادر کوچکترش و هم پدرش در آن نقش آفرینی کردند. این فیلم بعداً در بخشی از دی‌وی‌دی فیلم دوئل‌بازها منتشر شد. در فوریهٔ ۱۹۶۳، نام اسکات در تیتراژ برنامه تلویزیونی امشب از شبکه بی‌بی‌سی به‌عنوان «طراح» قرار گرفت.
پس از فارغ‌التحصیلی در سال ۱۹۶۳، اسکات شغلی را به عنوان کارآموز طراح صحنه در بی‌بی‌سی به دست آورد که منجر به دستیابی به کار در سریال پلیسی تلویزیونی محبوب Z-Cars و سریال علمی تخیلی Out of the Unknown شد. در ابتدا کار مأمور طراحی دومین سریال دکتر هو به‌نام The Daleks به او سپرده شد که مستلزم شناخت موجودات بیگانه هم‌نام سریال بود. کمی پیش از شروع کار، تداخل برنامه باعث شد که ریموند کیوزیک جایگزین او شود. اسکات در سال ۱۹۶۵ کارگردانی قسمت‌هایی از سریال‌های تلویزیونی بی‌بی‌سی را عهده‌دار شد که تنها یکی از آن‌ها، یک قسمت از Adam Adamant Lives!، به‌صورت تجاری در دسترس است.
در سال ۱۹۶۸، ریدلی و برادر کوچکترش تونی اسکات—که او نیز کارگردان فیلم شد—شرکت تولید فیلم و آگهی بازرگانی Ridley Scott Associates (RSA) را پایه‌گذاری کردند. ریدلی اسکات با آلن پارکر، هیو هادسن و فیلم‌بردار هیو جانسون کار کرد. او در دهه ۱۹۷۰ تبلیغات بسیاری را با این شرکت تولیدی ساخت، از جمله آگهی شرکت نان هویس در سال ۱۹۷۳ این آگهی تلویزیونی با موضوع نوستالژی که با اقبال عمومی مواجه شد، در نظرسنجی سال ۲۰۰۶ به عنوان تبلیغ مورد علاقه در بریتانیا انتخاب گردید. در دهه ۱۹۷۰، برند شنل شماره ۵ به احیای دوباره نیازمند بود، زیرا این خطر وجود داشت که به عنوان بازار انبوه و از مد افتاده شناخته شود. اسکات تبلیغات تلویزیونی شنل در دهه‌های ۱۹۷۰ و ۱۹۸۰ را کارگردانی شد. این تبلیغات مینی‌فیلم‌های مبتکرانه‌ای با عوامل تولیدی فانتزی و اغواگرانهٔ سورئال بودند.
پنج نفر از خانوادهٔ اسکات کارگردان هستند و همه برای شرکت تولیدی RSA کار کرده‌اند. برادرش تونی کارگردان موفقی در سینما بود که بیش از دو دهه فعالیت داشت. جک و لوک پسران اسکات هستند که آگهی‌های بازرگانی تحسین‌شده‌ای ساخته‌اند و دخترش جردن اسکات نیز کارگردان است. جیک و جردن هر دو در لس آنجلس کار کرده‌اند. لوک در لندن مستقر است. در سال ۱۹۹۵، استودیوهای شپرتون توسط یک کنسرسیوم به سرپرستی ریدلی و تونی اسکات خریداری شد. آن‌ها استودیو را به‌طور گسترده بازسازی کردند و در عین حال محوطه آن را توسعه داد و بهبود بخشید.

## آغاز کار
بعد از اتمام تحصیلات آکادمیک در اوایل دهه ۶۰ میلادی مشغول کار در بخش طراحی صحنه کانال بی‌بی‌سی شد. پس از مدت کوتاهی کار در رشته‌های جانبی بالاخره توانست کارگردانی سریال محبوب بی‌بی‌سی ZZ Car را به عهده بگیرد.
در اوایل دهه ۷۰ هم‌زمان با تأسیس شرکت، خود مشغول ساخت تبلیغات بازرگانی برای شرکت‌ها و تلویزیون‌های اروپایی شد. او در عرض ده سال بیش از ۲۷۰۰ تبلیغ تلویزیونی برای ده‌ها شرکت معتبر ساخت.

### ورود به سینمای حرفه‌ای
بعد از کسب نفوذ و تجربه در زمینه ساخت سریال و پیام بازرگانی، خود را برای پرده نقره‌ای آماده کرد. تا اینکه در سال ۱۹۷۷ فیلم دوئلیست‌ها را ساخت. این فیلم در جشنواره کن با استقبال خوبی مواجه شد و توانست جایزه هیئت داوران جشنواره کن را کسب کند. سپس سراغ فیلم بیگانه رفت. این فیلمی بود که جای پای بیشتری برای او در هالیوود باز کرد.
در سال ۱۹۸۲ اسکات در آشفته‌بازاری از مسائل تهیه و اکران و تدوین فیلم بلید رانر گیر افتاد. جریان از این قرار بود که کمپانی به او اجازه نمی‌داد در تدوین فیلم دخالت کند و همچنین کمپانی پایان فیلم به شکلی که خودش می‌خواست تغییر داد تا اینکه در سال ۱۹۹۱ کمپانی از اسکات در خواست کرد که فیلم را اصلاح کند. اسکات مشغول ساخت فیلم تلما لوئیس بود و وقت کافی برای این پروژه نداشت اما با مشورت خود اسکات کمپانی کارگردان دیگری را برای تهیه نسخه جدید فیلم به‌کار گرفت. همین تدوین بود که بلید رانر را به آنچه که امروز است تبدیل کرد و این‌گونه بود که بلید رانر تبدیل به یک شاهکار علمی-تخیلی شد.
در بین سال‌های ۱۹۸۵ و ۱۹۸۹ ریدلی اسکات سبک فانتزی را در پیش گرفت و فیلم افسانه را با حضور تام کروز جوان ساخت. سپس تریلر باران سیاه را با حضور مایکل داگلاس و اندی گارسیا ساخت. این فیلم توانست ۲ نامزدی اسکار را به دست بیاورد.
سرانجام در سال ۱۹۹۱، فیلم تلما و لوئیس را به پرده برد. فیلم در جوایز آکادمی موفقیت چشمگیری به‌دست‌آورد و توسط این فیلم برای اولین بار توانست نامزد بهترین کارگردانی شود. البته فیلم اسکار بهترین فیلم نامه اورجینال را نیز کسب کرد. ۳
بعد از کارگردانی فیلم ۱۴۹۶: تسخیر بهشت در سال ۱۹۹۲، اسکات چند سالی کارگردانی را رها کرد اما بالاخره در سال ۱۹۹۶ دوباره بر صندلی کارگردانی نشست و با ساخت چند فیلم اکشن موفقیت جهانی تجاری بزرگی در سطح بین‌المللی به‌دست‌آورد.
و اما در سال ۲۰۰۰ پرافتخارترین فیلم خود را کارگردانی کرد؛ یعنی گلادیاتور. گلادیاتور در ۱۲ رشته نامزد اسکار شد؛ از جمله بهترین کارگردانی. در نهایت فیلم گلادیاتور با کسب ۵ اسکار از جمله بهترین فیلم و بهترین بازیگر نقش اصلی مرد برای راسل کرو با دستی پر اسکار را ترک کرد.
سال بعد اسکات سراغ دو فیلم متفاوت رفت؛ اولی فیلم روانشناسانه هانیبال بود و دومی هم فیلم جنگی سقوط بلک هاوک. بلک هاوک به موفقیت چشم‌گیر تجاری دست یافت و باکس آفیس را ترکاند!
بعد از ساخت چند فیلم در موضوعات گوناگون از جمله: «پادشاهی بهشت»، «گانگستر آمریکایی» و «یک مشت دروغ» دوباره در سال ۲۰۱۰ راسل کرو همکاری جدید را آغاز کرد و فیلم «رابین هود» را کارگردانی کرد. رابین هود فیلم افتتاحیه جشنواره کن شد.

## جوایز
| سال  | عنوان            | اسکار     | اسکار | بفتا      | بفتا  | گلدن گلوب | گلدن گلوب |   |
| سال  | عنوان            | نامزد شده | برنده | نامزد شده | برنده | نامزد شده | برنده     |   |
| ---- | ---------------- | --------- | ----- | --------- | ----- | --------- | --------- | - |
| ۱۹۷۷ | دوئل‌بازها        |           |       | ۲         |       |           |           |   |
| ۱۹۷۹ | بیگانه           | ۲         | ۱     | ۷         | ۲     | ۱         |           |   |
| ۱۹۸۲ | بلید رانر        | ۲         |       | ۸         | ۳     | ۱         |           |   |
| ۱۹۸۵ | افسانه           | ۱         |       | ۳         |       |           |           |   |
| ۱۹۸۹ | باران سیاه       | ۲         |       |           |       |           |           |   |
| ۱۹۹۱ | تلما و لوئیز     | ۶         | ۱     | ۸         |       | ۴         | ۱         |   |
| ۱۹۹۲ | ۱۴۹۲: فتح بهشت   |           |       |           |       | ۱         |           |   |
| ۲۰۰۰ | گلادیاتور        | ۱۲        | ۵     | ۱۴        | ۴     | ۵         | ۲         |   |
| ۲۰۰۱ | سقوط شاهین       | ۴         | ۲     | ۳         |       |           |           |   |
| ۲۰۰۷ | گانگستر آمریکایی | ۲         |       | ۵         |       | ۳         |           |   |
| ۲۰۱۲ | پرومتئوس         | ۱         |       | ۱         |       |           |           |   |
| ۲۰۱۵ | مریخی            | ۷         |       | ۶         |       | ۳         | ۲         |   |
| ۲۰۱۷ | تمام پول‌های جهان | ۱         |       | ۱         |       | ۳         |           |   |
| ۲۰۲۱ | خاندان گوچی      |           |       | ۳         |       | ۱         |           |   |
|      |                  | مجموع     | ۴۰    | ۹         | ۶۱    | ۹         | ۲۳        | ۵ |

## فیلم‌شناسی
| سال  | عنوان                   | توزیع‌کننده                                 |
| ---- | ----------------------- | ------------------------------------------ |
| ۱۹۷۷ | دوئل‌بازها               | پارامونت پیکچرز                            |
| ۱۹۷۹ | بیگانه                  | استودیو قرن بیستم                          |
| ۱۹۸۲ | بلید رانر               | برادران وارنر                              |
| ۱۹۸۵ | افسانه                  | یونیورسال پیکچرز / فاکس قرن بیستم          |
| ۱۹۸۷ | کسی برای محافظت از من   | کلمبیا پیکچرز                              |
| ۱۹۸۹ | باران سیاه              | پارامونت پیکچرز                            |
| ۱۹۹۱ | تلما و لوییز            | مترو گلدوین مایر                           |
| ۱۹۹۲ | ۱۴۹۲: فتح بهشت          | پارامونت پیکچرز                            |
| ۱۹۹۶ | طوفان سفید              | والت دیزنی پیکچرز                          |
| ۱۹۹۷ | جی.آی. جین              | والت دیزنی پیکچرز                          |
| ۲۰۰۰ | گلادیاتور               | دریم‌ورکس / یونیورسال پیکچرز                |
| ۲۰۰۱ | هانیبال                 | مترو-گلدوین-مایر / یونیورسال پیکچرز        |
| ۲۰۰۱ | سقوط شاهین سیاه         | گروه سینمایی سونی پیکچرز                   |
| ۲۰۰۳ | مردان چوب‌کبریتی         | برادران وانر پیکچرز                        |
| ۲۰۰۵ | قلمرو بهشت              | فاکس قرن بیستم                             |
| ۲۰۰۶ | یک سال خوب              | فاکس قرن بیستم                             |
| ۲۰۰۷ | گانگستر آمریکایی        | یونیورسال پیکچرز                           |
| ۲۰۰۸ | یک مشت دروغ             | برادران وانر پیکچرز                        |
| ۲۰۱۰ | رابین هود               | یونیورسال پیکچرز                           |
| ۲۰۱۲ | پرومتئوس                | فاکس قرن بیستم                             |
| ۲۰۱۳ | مشاور                   | فاکس قرن بیستم                             |
| ۲۰۱۴ | خروج: خدایان و پادشاهان | فاکس قرن بیستم                             |
| ۲۰۱۵ | مریخی                   | فاکس قرن بیستم                             |
| ۲۰۱۷ | بیگانه: کاوننت          | فاکس قرن بیستم                             |
| ۲۰۱۷ | تمام پول‌های جهان        | سونی پیکچرز ریلیزینگ / اس‌تی‌اکس اینترتینمنت |
| ۲۰۲۱ | آخرین دوئل              | استودیو قرن بیستم                          |
| ۲۰۲۱ | خاندان گوچی             | یونایتد آرتیستس / یونیورسال پیکچرز         |
| ۲۰۲۳ | ناپلئون                 | سونی پیکچرز ریلیزینگ / اپل تی‌وی پلاس       |
| ۲۰۲۴ | گلادیاتور ۲             | پارامونت پیکچرز                            |
| ۲۰۲۶ | ستاره‌های سگی            | استودیو قرن بیستم                          |